# Emil Abderhalden
Emil Abderhalden (9. březen 1877, Oberuzwil – 5. srpen 1950, Curych) byl švýcarský biochemik a fyziolog.
Narodil se v Oberuzwilu v kantonu St. Gallen ve Švýcarsku. Emil Abderhalden od roku 1895 studoval medicínu na Univerzitě v Basileji kde získal doktorát v roce 1902. Dále studoval v laboratořích s Emilem Fisherem a pracoval na veterinární fakultě berlínské univerzity. V roce 1911 na univerzitě v Halle, kde studoval fyziologii.
V období první světové války organizoval transport podvyživených dětí do Švýcarska. Poté se vrátil zpět k výzkumu a začal studovat metabolismus a chemii potravin.
Emil Abderhalden je známý pro objev těhotenského testu.

## Ocenění
Jeho jméno nese asteroid hlavního pásu (15262) Abderhalden objevený v roce 1990 na hvězdárně Karla Schwarzschilda poblíž Tautenburgu.